# Cochliopidae
Cochliopidae là một họ ốc nước ngọt trong liên họ Truncatelloidea và trong nhánh Littorinimorpha (theo phân loại của Bouchet & Rocroi).

## Các phân họ và chi
Họ Cochliopidae gồm 3 phân họ (theo Bouchet & Rocroi, 2005):
- Cochliopinae Tryon, 1866 - đồng nghĩa: Mexithaumatinae D. W. Taylor, 1966, Paludiscalinae D. W. Taylor, 1966
- Littoridininae Thiele, 1928
  - Antrobia
- Semisalsinae Guiusti & Pezzoli, 1980 - đồng nghĩa: Heleobiini Bernasconi, 1991
  - Heleobia Stimpson, 1865[cần dẫn nguồn]
    - phân chi Semisalsa Radoman, 1974

subfamily ?
- Pseudotryonia Hershler, 2001[2]
  - Pseudotryonia adamantina[2]
  - Pseudotryonia alamosae[2]
  - Pseudotryonia brevissima[2]
  - Pseudotryonia grahamae[2]
  - Pseudotryonia mica Hershler, Liu & Landye, 2011[2]
  - Pseudotryonia pasajae Hershler, Liu & Landye, 2011[2]
- Chorrobius Hershler, Liu & Landye, 2011[2] - chỉ có 1 loài Chorrobius crassilabrum Hershler, Liu & Landye, 2011[2]
- Minckleyella Hershler, Liu & Landye, 2011[2] - chỉ có 1 loài Minckleyella balnearis Hershler, Liu & Landye, 2011[2]

## Hình ảnh

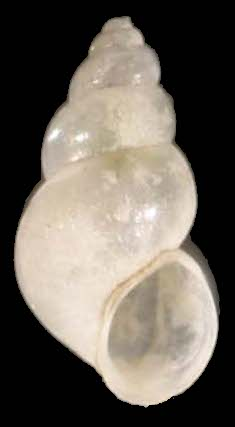